# Hospitalizacija
Hospitalizacija je logična in nujno potrebna zdravstvena strokovna obravnava človeka v kontroliranem območju z vsemi znanstvenimi in drugimi viri na podlagi pokazateljev, ki bi lahko posredno ali neposredno škodovali njemu osebno ali drugim okrog njega.